# Bezirk Los Pozos
Los Pozos ist ein Bezirk (distrito) der Provinz Herrera in Panama. Die Einwohnerzahl betrug laut Volkszählung 2023 6928.

## Gliederung
Der Bezirk Los Pozos ist administrativ in folgende Corregimientos unterteilt:
- Los Pozos
- Capurí
- El Calabacito
- El Cedro
- La Arena
- La Pitaloza
- Los Cerritos
- Los Cerros de Paja
- Las Llanas